# Flower (L'Arc-en-Ciel)
Flower è un brano musicale del gruppo musicale giapponese de L'Arc~en~Ciel, pubblicato come secondo singolo estratto dall'album True, il 17 ottobre 1996. Il singolo ha raggiunto la quinta posizione della classifica Oricon dei singoli più venduti in Giappone, rimanendo in classifica per venticinque settimane e vendendo 336 090 copie. Il singolo è stato ripubblicato il 30 agosto 2006.

## Tracce
CD Singolo KSD2-1135
1. flower
2. Sayounara (さようなら)
3. flower (hydeless version)

Durata totale: 14:22

## Classifiche
| Classifica (1996) | Posizione più alta |
| ----------------- | ------------------ |
| Giappone (Oricon) | 5                  |